# Skive (općina)
Skive je općina u danskoj regiji Središnji Jutland.

## Zemljopis
Općina se nalazi u središnjem dijelu poluotoka Jutlanda, prositire se na 690,7 km2.

## Stanovništvo
Prema podacima o broju stanovnika iz 2010. godine općina je imala 	48.137 stanovnika, dok je prosječna gustoća naseljenosti 69,69 stan/km2. Središte općine je grad Skive.

### Veća naselja
| Veća naselja u općini |                    |                    |
| Br.                   | Naselje            | Stanovnika (2010.) |
| 1.                    | Skive              | 20.565             |
| 2.                    | Højslev Stationsby | 2.713              |
| 3.                    | Glyngøre           | 1.600              |
| 4.                    | Roslev             | 1.410              |
| 5.                    | Jebjerg            | 1.198              |
| 6.                    | Balling            | 1.157              |
| 7.                    | Rødding            | 1.013              |
| 8.                    | Durup              | 955                |
| 9.                    | Breum              | 845                |
| 10.                   | Oddense            | 707                |

## Vanjske poveznice
- Službena stranica općine